# Lycianthes umbonata
Lycianthes umbonata är en potatisväxtart som först beskrevs av Symon, och fick sitt nu gällande namn av Anthony R. Bean. Lycianthes umbonata ingår i Himmelsögonsläktet som ingår i familjen potatisväxter. Inga underarter finns listade i Catalogue of Life.